# كاتارزينا زيلينسكا
كاتارزينا زيلينسكا (بالألمانية: Katarzyna Zielińska ) (و. 1979 – م) هي ممثلة، وممثلة مسرحية، وممثلة أفلام، ومغنية من بولندا .

## روابط خارجية
- كاتارزينا زيلينسكا على موقع IMDb (الإنجليزية)
- كاتارزينا زيلينسكا على موقع قاعدة بيانات الفيلم (الإنجليزية)
- كاتارزينا زيلينسكا على موقع كينوبويسك (الروسية)